# Ливада (Петрештиј Де Жос)
Ливада (рум. Livada) насеље је у Румунији у округу Клуж у општини Петрештиј Де Жос. Oпштина се налази на надморској висини од 545 m.

## Становништво
Према подацима из 2002. године у насељу је живело 223 становника.

### Попис2002.
| Расподела становништва по националности 2002.‍ | Расподела становништва по националности 2002.‍ | Расподела становништва по националности 2002.‍ | Расподела становништва по националности 2002.‍ | Расподела становништва по националности 2002.‍ |
| --------------------------------------------- | --------------------------------------------- | --------------------------------------------- | --------------------------------------------- | --------------------------------------------- |
|                                               |                                               |                                               |                                               |                                               |
| Румуни                                        | Румуни                                        |                                               | 207                                           | 93,7%                                         |
| Роми                                          | Роми                                          |                                               | 14                                            | 6,3%                                          |